# Une soirée (nouvelle, 1883)
Pour l'autre nouvelle de Maupassant, voir Une soirée (nouvelle, 1887).
Une soirée est une nouvelle de Guy de Maupassant, parue en 1883.

## Historique
Une soirée est initialement publiée dans la revue Le Gaulois du 21 septembre 1883 puis dans le recueil posthume Le Colporteur (1900).
Maupassant publiera en 1887 une nouvelle homonyme.

## Résumé
Maître Saval, notaire et amateur d'art lyrique, se rend à Paris pour y entendre un opéra. Dans un restaurant de Montmartre, il rencontre le peintre Romantin qui l'invite à une soirée qu'il donne, où seront présentes de nombreuses célébrités. Il s'y rend, très flatté. Cependant, Romantin, obligé de sortir avec sa maîtresse, laisse Saval attendre seul les invités. Ceux-ci le prennent pour un valet, le font boire et le tournent en dérision.
Il se réveille au matin avec la gueule de bois, dépouillé de ses vêtements et de toutes ses affaires.

## Adaptation à la télévision
- 2008 : Une soirée (texte de 1883), épisode 6, réalisé par Philippe Monnier, de la saison 2 de la série télévisée française Chez Maupassant sur France 2

## Éditions
- Éditions Gallimard, Bibliothèque de la Pléiade, 1974  (ISBN 978-2-07-010805-3).